# Stradonice
Stradonice település Csehországban, a Kladnói járásban. Stradonice Páleč, Klobuky, Zlonice és Dřínov településekkel határos. Lakosainak száma 140 fő (2024. január 1.).

## Népesség
A település lakosságának változását az alábbi diagram mutatja:
| Lakosok száma | 243  | 252  | 261  | 187  | 150  | 100  | 129  | 126  | 143  | 140  |
|               | 1869 | 1890 | 1921 | 1950 | 1980 | 2001 | 2017 | 2019 | 2022 | 2024 |